# ユーラシア

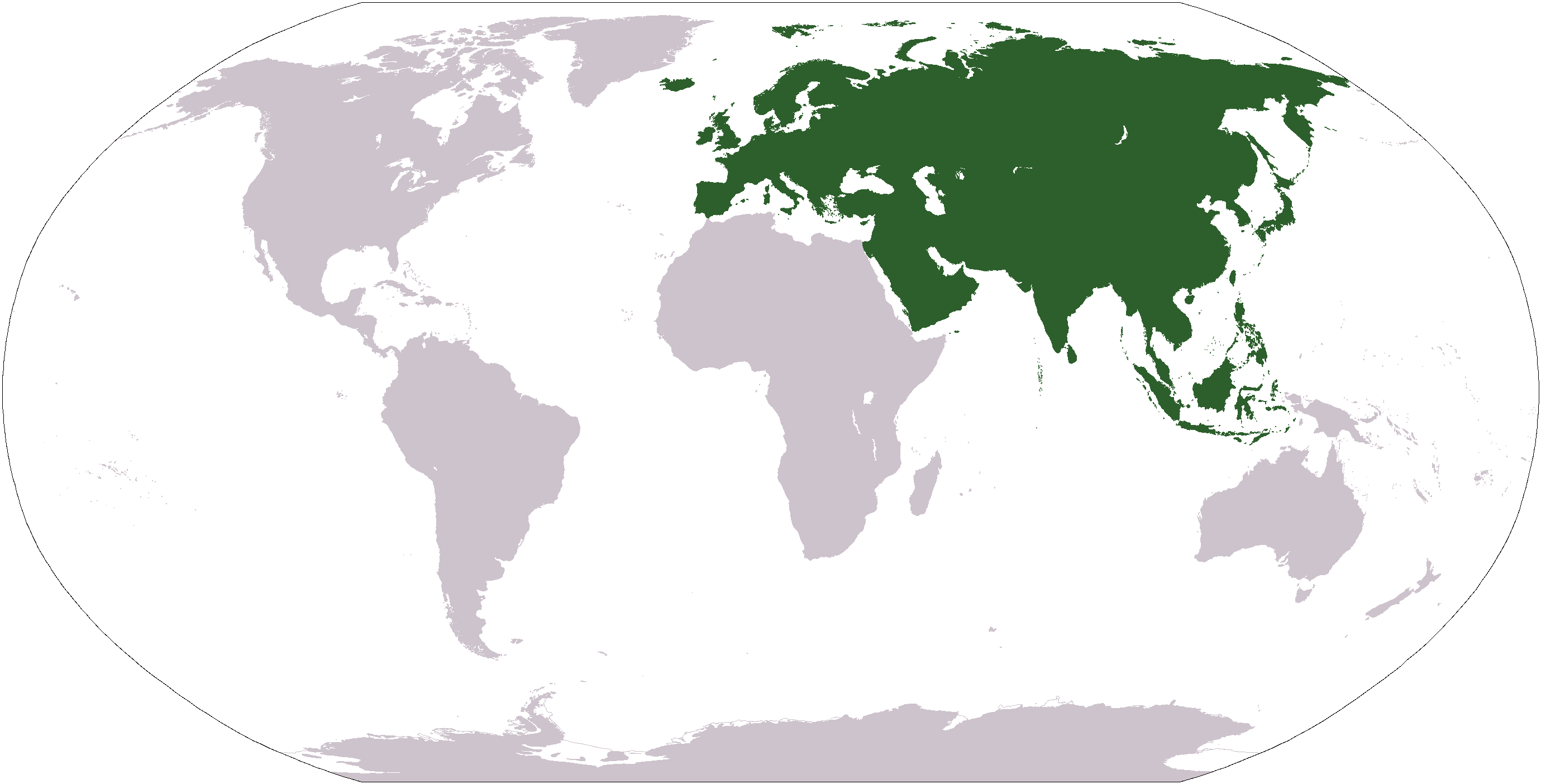
ユーラシア

ユーラシア

ユーラシア（Eurasia）は、アジア州とヨーロッパ州を一続きの大陸（ユーラシア大陸、欧亜大陸）と考えたときの呼称。Europe（Europa） と Asia を合成したかばん語で造語である。
ユーラシアは本来、大地形区分名であり、地形学的には太平洋の列島群を除いた大陸地域を指す。他方、地質学的構造や生物相からは、大西洋側のイギリス諸島、太平洋側のフィリピン諸島、インドネシア諸島など周辺の縁海部も含まれる。
地球上最大の陸域である。アフリカ大陸ともスエズ地峡で地続きとなっている。

## 地域
面積はおよそ5492万9000平方キロメートルで、地球の陸地面積（南極大陸を含む）の40.4%、全表面積の10.8%である。人口は47億1500万人（2006年）で、地球の総人口の72%を占めている。
その大部分を、地球最大の大陸であるユーラシア大陸が占める。島としては面積順にボルネオ島、スマトラ島、本州、ブリテン島、スラウェシ島、ジャワ島、ルソン島、ミンダナオ島、北海道本島、樺太本島、九州本島、台湾島、海南島などが属する。
ほぼ全周を海に囲まれており、北は北極海、南はインド洋、西は大西洋、東は太平洋に面する。唯一、スエズ地峡でアフリカと陸続きであるが、現在は人工のスエズ運河で切り離されている。
自然地理的にはヨーロッパとアジアを分ける理由は特にない。自然地理学的にはヨーロッパはユーラシアの西端の半島状の陸塊にすぎず、面積の大部分はアジアである。
文化的観点からは、伝統的にアジアとヨーロッパに分かれる。

## ユーラシア大陸
ユーラシア大陸（ユーラシアたいりく、英: Eurasia）は、ヨーロッパとアジアを合わせた大陸。六大陸の中で一番大きい大陸である。
その語源がユーロ (Euro) + アジア (Asia) と、ユーラシアというかばん語にあることからもわかるように、ヨーロッパとアジアとを合わせた地形的に独立した地域を指す。
かつての古代ギリシア・古代ローマ人の地理的な知見は地中海沿岸に限られ、北岸がヨーロッパ、南岸がアフリカ、東岸がアジアと定義された。しかしその後、地理的な知見が拡大するとともに、ヨーロッパとアジアの地理的な境界が明確でない事が明らかとなった、そのため現在では、地理的には両者を一体として、ユーラシア大陸として扱われる。
もっとも現在でも、アジアとヨーロッパの区別は存在するが、その境界は人為的なものなので明確でない。ウラル山脈、カスピ海、大コーカサス山脈、黒海などを境にする説が主流である。ユーラシアのヨーロッパ部分はヨーロッパ大陸、アジア部分はアジア大陸とも呼ばれる。更に、アジア大陸のうち、香港・マカオを除く中華人民共和国が実効支配する地域は中国大陸とも呼ばれる。
なお、アフリカに関しては、スエズ地峡という明確な境界が存在するため、スエズ地峡以南はアフリカ大陸、以北はユーラシア大陸と、地理的に明確に区分される。ただし、両者は地続きであることから、これを合わせてアフロ・ユーラシア大陸と呼ぶことがある。
面積5492万平方km、全陸地面積の37%を占める。海岸線総延長距離は10万7800km。
モンゴル高原から黒海北岸のキプチャク草原に至る地域を中央ユーラシアと呼ぶ。遊牧民の諸国家と定住民の諸国家が中央ユーラシアをめぐって興亡した。また、中央ユーラシアは東アジア、南アジア、西アジア、ヨーロッパを結ぶ陸の交易路の結節地帯であり、経済・文化の交流が盛んにおこなわれた地域でもある。その交易路を指してシルクロードと呼ばれる。
|                                                      | N60-90, E0-30 | N60-90, E30-60 | N60-90, E60-90 | N60-90, E90-120 | N60-90, E120-150 | N60-90, E150-180 | N60-90, W150-180 |  |
| N30-60, W0-30                                        | N30-60, E0-30 | N30-60, E30-60 | N30-60, E60-90 | N30-60, E90-120 | N30-60, E120-150 | N30-60, E150-180 |                  |  |
|                                                      |               | N0-60, E30-60  | N0-60, E60-90  | N0-60, E90-120  | N0-60, E120-150  |                  |                  |  |
| 経度・緯度30度刻みの地形図によるユーラシア大陸の位置 |               |                |                |                 |                  |                  |                  |  |

### 最端
- チェリュスキン岬 - ロシアにある。ユーラシア大陸の最北端。
- デジニョフ岬 - ロシアにある。ユーラシア大陸の最東端。
- ロカ岬 - ポルトガルにある。ユーラシア大陸の最西端。
- ピアイ岬 - マレーシアにある。ユーラシア大陸の最南端。

## 歴史
ユーラシアの歴史はアフリカの歴史に次いで長いが、当初は、アジアとヨーロッパという、海で隔てられた2つの陸塊があると考えられていた。ユーラシアという概念および言葉が生まれたのは、アジアとヨーロッパが黒海の向こうで繋がっていることが明らかになってからと思われるが、起源ははっきりしない。
ユーラシアという言葉が広まったのは、廣瀬陽子によればハルフォード・マッキンダーが『デモクラシーの理想と現実（Democratic Ideals and Reality）』（Mackinder 1919）の中で、「ユーラシアのハートランド」と「ユーラシアのリムランド」を論じたことが大きく影響しているとされる。
ソビエト連邦崩壊後、旧ソ連諸国が自分たちの地域をユーラシアと表現することが増えてきており、特にユーラシア連合の提案者でユーラシア主義を信奉するカザフスタンのヌルスルタン・ナザルバエフは熱心であり、L.N.グミリョフ名称ユーラシア国立大学、ユーラシア・メディア・フォーラム、ユーラシア開発銀行などを創設し、ユーラシア経済共同体とユーラシア経済連合の創設条約は何れもカザフスタンで調印され、その貢献からナザルバエフは最高ユーラシア経済評議会（ユーラシア経済連合の最高意思決定機関）の名誉議長にも任命されている。

## ユーラシア人
ヨーロッパ人とアジア人の混血。